# Rådhuset i Arboga AB
Rådhuset i Arboga AB är ett svenskt förvaltningsbolag som agerar moderbolag för de verksamheter som Arboga kommun har valt att driva i aktiebolagsform. Bolaget ägs helt av kommunen.

## Bolag
Källa: 
- Arbogabostäder AB
- Arboga kommunalteknik AB
- Arboga vatten och avlopp AB
- Kommunfastigheter i Arboga AB (KFIA)